# Український католицький собор Святого Івана Хрестителя
Український католицький собор Святого Івана Хрестителя — це українська католицька церква в Оттаві, Онтаріо, Канада .

## Історія
Єдина українська католицька парафія на території Оттави. Парафія Святого Івана Хрестителя вперше утворена в 1914 році. Після зустрічей у церквах інших парафій у 1918 році парафія придбала будівлю в західній частині міста та перетворила її на церкву.
Збори Української католицької церкви святого Іоанна Хрестителя зробили меморіальний сувій, на пам'ять про мирян цієї парафії, які служили під час Другої світової війни.
1966 року церква тимчасово була переміщена у будівлю на проспекті Карлінг. Спочатку тут планували побудувати постійну церкву, але місце розташування виявилося занадто малим.
Сучасну церкву побудували в 1987 році. Вона розташована біля перехрестя головної дороги з вулицею Принца Уельського з видом на канал Рідо та Карлтонський університет.

## Архітектура та інтер'єр
Будівля була зроблена в неовізантійському стилі Костянтина Тона. Але вона частково добудовувалася на честь святкування тисячоліття хрещення Русі.
Картини (ікони та вітражі) були зроблені п'ятьма художниками з України. Попри те, що церква була лише парафіяльною, через національний статус їй було присвоєно титул Собор.
Церква належить і управляється василіянами.

## Галерея

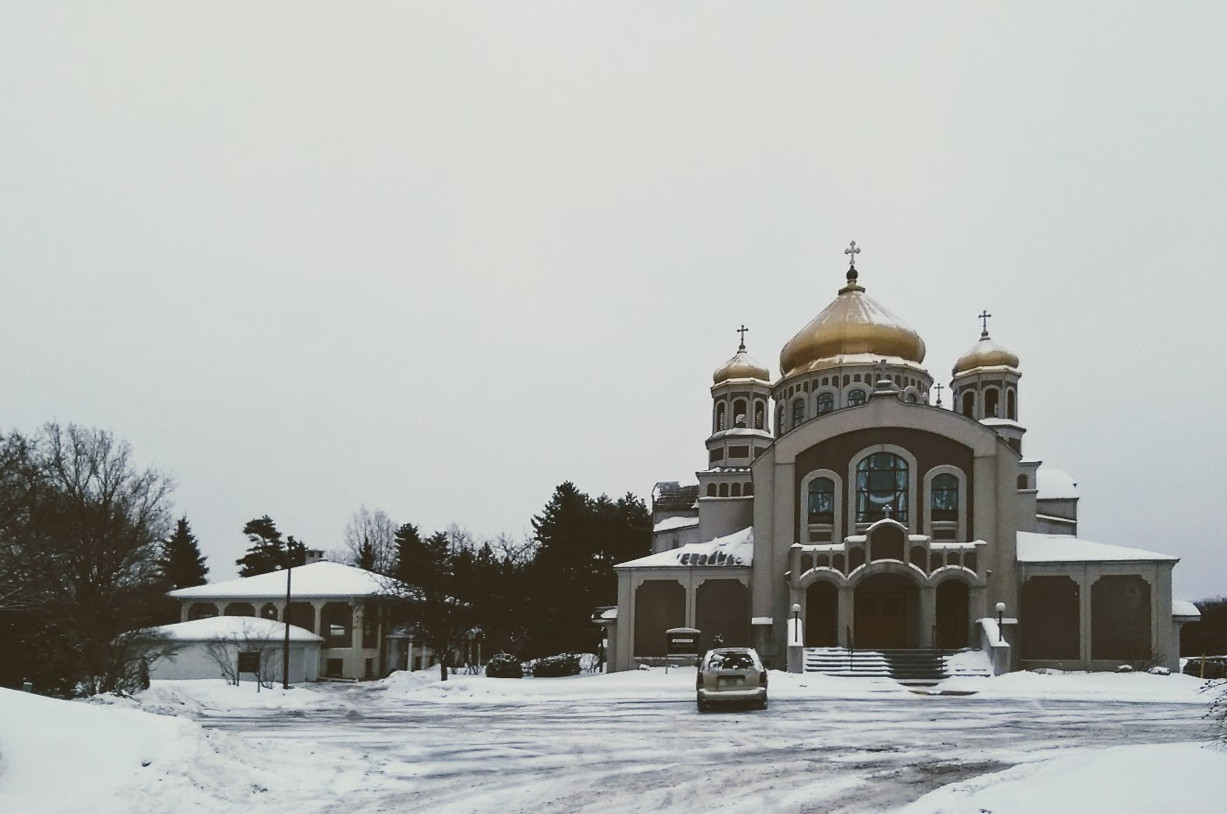
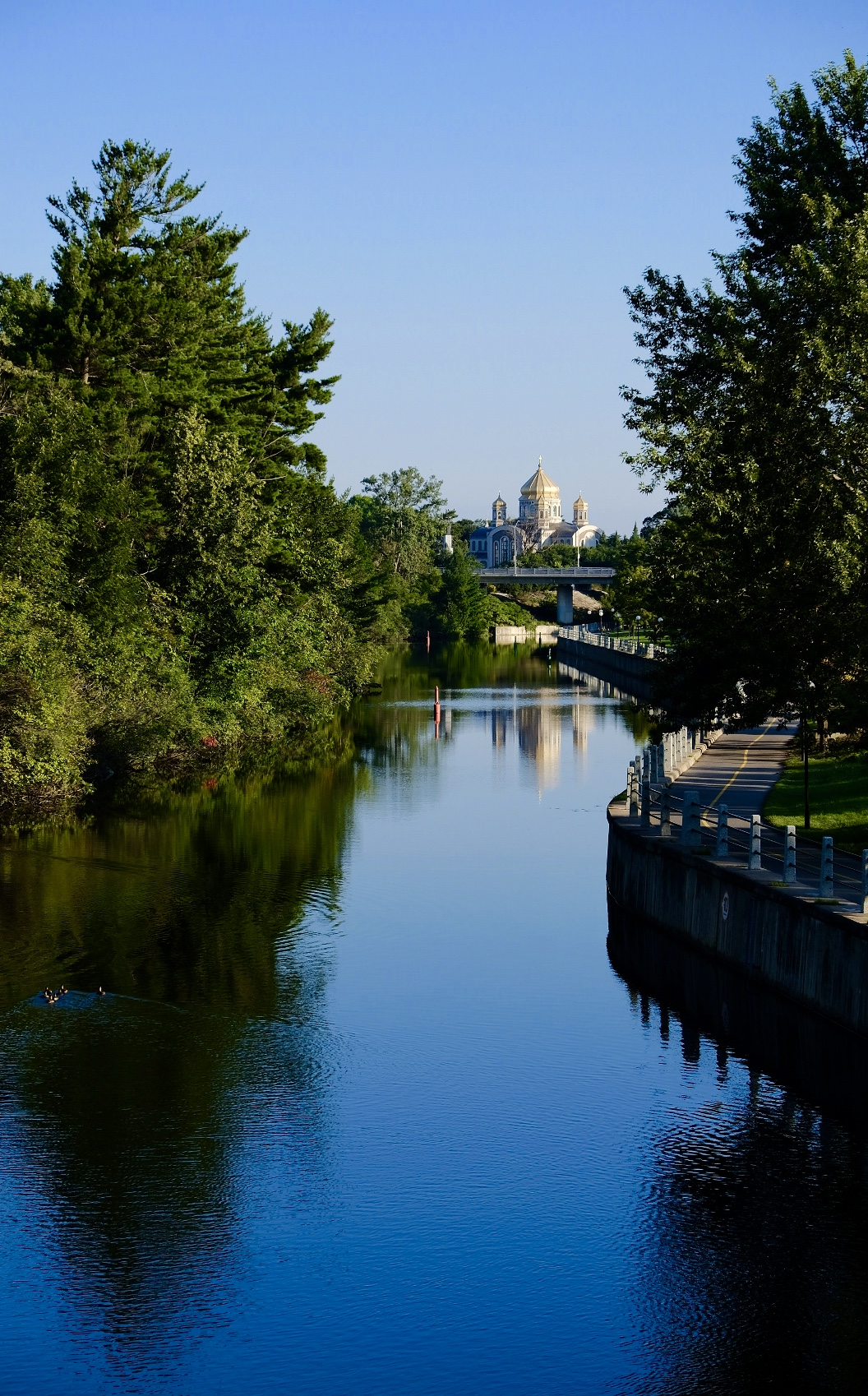
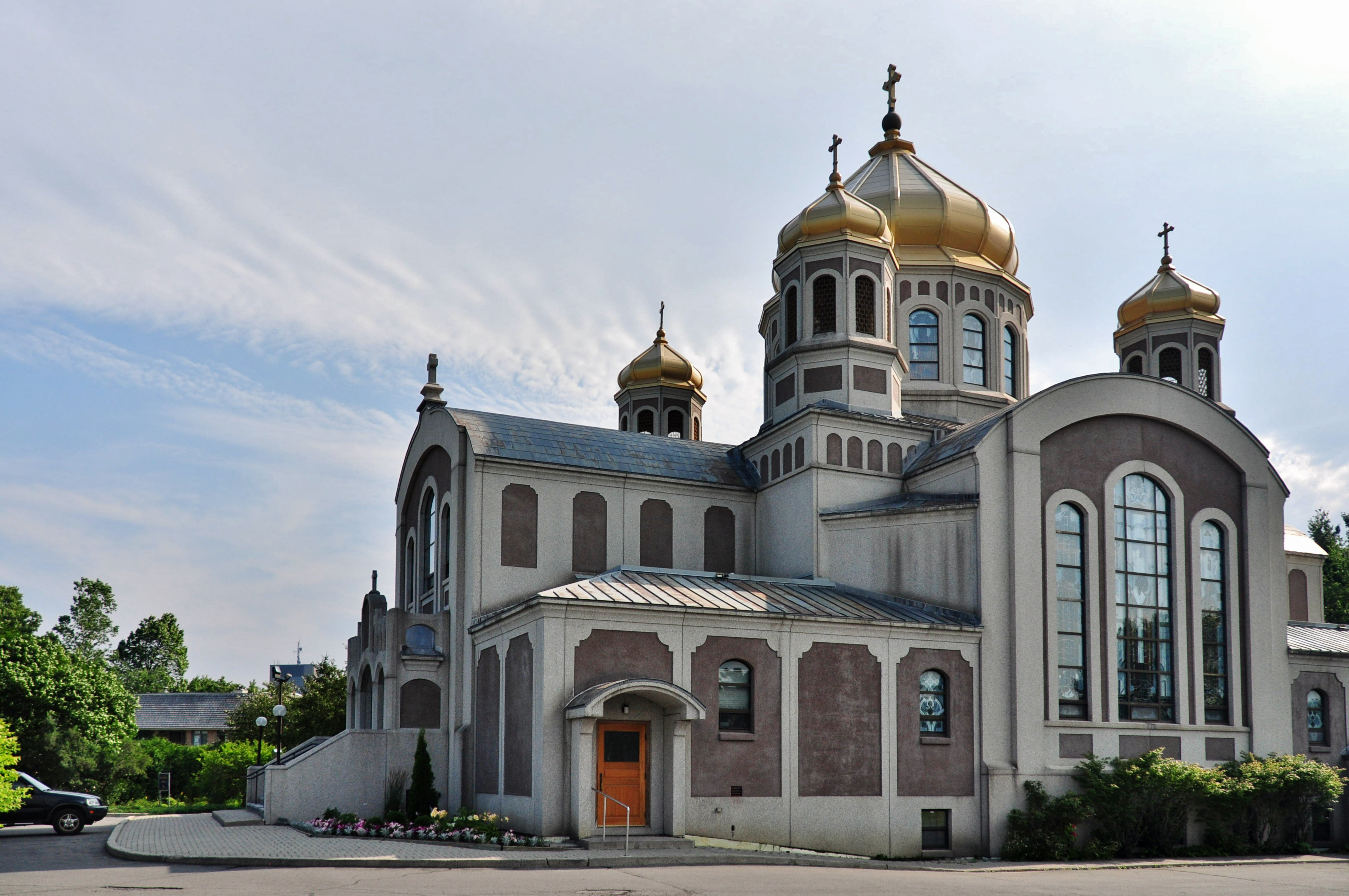